# Rainha Dona Amélia
Le Rainha Dona Amélia (ou NRP Rainha Dona Amélia) fut un croiseur protégé unique de 3e classe construit à l'arsenal de Lisbonne (Portugal) pour la Marine portugaise.

Après  la proclamation de la République portugaise du 5 octobre 1910, il prit le nom de NRP República car ce croiseur prit part au coup d'État qui allait mettre fin à la Monarchie constitutionnelle portugaise en 1910.

## Conception
Le croiseur Rainha Dona Amélia avait une coque en acier. Il fut construit au Portugal par un ingénieur français Alphonse Croneau engagé pour moderniser l'arsenal de Lisbonne.

## Histoire
Le 6 août 1915, le NRP Republica fut perdu après son échouement proche de Peniche, premier port portugais de pêche.